# Milagro y magia
Milagro y magia (lit. Milagre e magia) é uma telenovela mexicana produzida pela Televisa e transmitido pelo Las Estrellas entre 29 de abril e 30 de agosto de 1991, às 19:00, substituindo Cadenas de amargura e sendo substituída por La pícara soñadora, com um total de 88 capítulos.
Com Florinda Meza, em sua estreia em novelas como protagonista, além de produtora e escritora; juntamente com Miguel Palmer e Rafael Sánchez Navarro, teve as atuações antagônicas de Lucía Guilmáin, Miguel Pizarro e Lizzeta Romo e a participação estelar da primeira atriz Ofelia Guilmáin.

## Enredo
Após a Revolução Mexicana, dois órfãos, Elisa e Pepe, deixar a província para a capital. Eles estão tentando sobreviver.
Durante a viagem eles encontram uma criança mais velha, Adrian, que os leva para sua casa. Lá vive Macaria, uma velha bruxa que recolhe e explora crianças, mandando-os roubar. Depois de alguns anos, Adrian tenta abusar de Elisa e Pepe para defendê-la fere Adrian, então os dois fogem para a Cidade do México. Então eles têm que se separar. Vagando pelas ruas, Elisa encontra Roberto, um acrobata, e seu cão. Ele a ajuda. Com eles também a ajudam: Don Roque e Dona Rufina, dois zeladores que tratam Elisa como uma filha. Roberto e Elisa se amam, mas ele está com medo, porque ele é 20 anos mais velho do que ela. Na sua itinerância volta a encontrar Pepe e os dois vão trabalhar no pequeno circo. Por engano, Roberto acredita que ele é o pai de Elisa, em seguida, eles dois perdem de vista um do outro, mas Elisa vai procurá-lo durante muitos anos.
Então ela conhece Carlos Andrade crítico de teatro que se apaixona por ela. Ele a oferece para trabalhar no rádio e televisão. Elisa se torna uma estrela de cinema e encontra um magnata: George Higgins, separado de sua esposa. Ela vai viver com ele e fica grávida. Durante uma viagem a Nova York, George morre em um acidente de avião e Elisa vem a ser o único herdeiro, pouco depois de dar à luz uma menina chamada Fabíola. Elisa se recusa a casar com Carlos porque ama a Roberto.
Mas tarde, Elisa se casa com Arturo, um vigarista. Seu casamento é um fracasso. Elisa finalmente consegue encontrar Roberto, mas ele está morrendo em um hospital. Fabíola agora é noiva de Hector, que é o filho de Roberto e Elisa vê seu próprio passado acontecendo outra vez ...

## Elenco
- Florinda Meza - Elisa
- Miguel Palmer - Roberto
- Ofelia Guilmáin - Rufina
- Tony Carbajal - Roque
- Carlos Bracho - George O'Higgins
- Rafael Sánchez-Navarro - Carlos Andrade
- Juan Antonio Edwards - Pepe
- Paulina Gómez Fernández - Fabiola
- Xavier Ximénez - Hector
- Lucía Guilmáin - Macaria
- Miguel Pizarro - Adrián "El Coyote"
- Miguel Angel Infante - Álvaro
- Alberto Angel "El Cuervo" - Raúl
- Lizzeta Romo - Salomé
- Lili Inclán - Jimena
- Eugenia Avendaño - Jacinta
- Inés Morales - Cristina
- Roberto Cañedo - Serafín
- Laura Luz - Sofía
- Moisés Suárez - Valerio
- Héctor Yaber - Arturo
- Leticia Montaño - Marina
- Carlos Feria - Francisco
- Raquel Morell - Yolanda
- Lorena Patricia - Margot Escalante
- Susana Zabaleta
- Roberto Columba - Policial
- Lucy Reina - Lucía
- Guillermo Quintanilla
- Pablo Aura - Polilla
- Christian Gascón - Polilla (jovem)
- Karla Talavera - Elisa (jovem)
- Micheline Kinery - Gabriela
- Nahamin Pérez Fana - Elisa María

## Prêmios e indicações

### Prêmios TVyNovelas 1992
| Categoria             | Nominado(a)   | Resultado |
| --------------------- | ------------- | --------- |
| Melhor ator principal | Tony Carbajal | Venceu    |
| Melhor escritora      | Florinda Meza | Venceu    |